# Dinastia Drăculeștilor

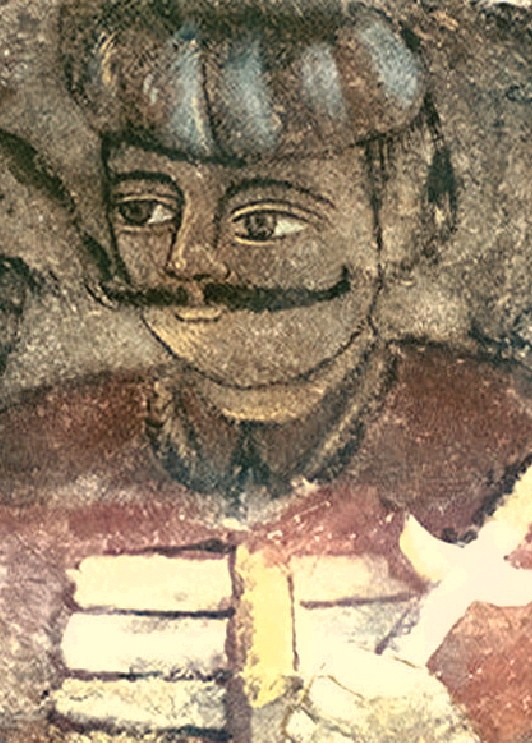
Tabloul fondatorului Dinastiei Drăculeștilor, Vlad al II-lea Dracul.

Dinastia Drăculeștilor sau Familia Drăculeștilor este o ramură mai mică a Dinastiei Basarabilor. Membrii acesteia sunt urmașii lui Vlad Dracul, fiul lui Mircea cel Bătrân. Au avut numeroase conflicte pentru domnia Țării Românești cu Dăneștii, care descind din Dan I, fratele lui Mircea cel Bătrân. Drăculeștii erau sprijiniți de boierimea munteană, cu toate că erau considerați „linia bastardă” a dinastiei, iar Dăneștii erau sprijiniți de boierimea olteană, fiind considerați „Basarabii legitimi”. Disputele dintre cele două ramuri mai mici ale dinastiei Basarabilor pentru domnia Țării Românești au avut un impact negativ asupra vieții politice din Țara Românească. 
Dăneștii, rămânând fără un bărbat apt pentru domnia țării, la sfârșitul secolului al XV-lea, a trebuit să fie înlocuiți în lupta pentru domnie de boierii Craiovești, cu care erau înrudiți. Drăculeștii au ieșit din lupta pentru domnie odată cu Nicolae Pătrașcu (m. 1627) și fiul său, Mihai (m. 1655), care nu a domnit, astfel stingându-se pe linie bărbătească.

## Membrii dinastiei
Cei mai de seamă reprezentanți ai Drăculeștilor au fost:
- Vlad al II-lea Dracul (1436 - 1442, 1443 - 1447)
- Mircea al II-lea (vara/toamna 1442)
- Vlad al III-lea Țepeș (1448, 1456 - 1462, 1476)
- Radu cel Frumos (1462 - 1473, 1473-1474, 1474, 1474 - 1475)
- Vlad al IV-lea Călugărul (1481, 1482-1495)
- Radu cel Mare (1495-1508)
- Mihnea cel Rău (1508-1509)
- Mircea al III-lea (1509-1510)
- Vlad al V-lea cel Tânăr (1510-1512)
- Vlad al VI-lea Dragomir (1521)
- Radu de la Afumați (1522 - 1523, 1524, 1524 - 1525, 1525 - 1529)
- Vlad al VII-lea Înecatul (1530-1532)
- Vlad Vintilă de la Slatina (1532 - 1535)
- Radu Paisie (1535 - 1545)
- Mircea Ciobanul (1545 - 1552, 1553 - 1554, 1558 - 1559)
- Pătrașcu cel Bun (1554 - 1557)
- Alexandru al II-lea Mircea (1568 - 1574, 1574 - 1577)
- Mihnea al II-lea Turcitul (1577-1583,1585-1591)
- Petru Șchiopul (în Moldova: 1574 - 1577, 1578 - 1579, 1582 - 1591)
- Petru Cercel (1583 - 1585)
- Mihai Viteazul (1593 - 1600)
- Radu al X-lea Mihnea (1601-1602, 1611, 1611-1616, 1620-1623) (în Moldova: 1616-1619, 1623-1626)
- Alexandru al IV-lea Coconul (1623-1627) (în Moldova:1629-1630)
- Mihnea al III-lea Radu (1658-1659) (presupus fiu lui Radu Mihnea)

## Etimologie
Unii istorici consideră că etimologia numelui „Drăculești” provine de la faptul că Vlad Dracul  a aparținut Ordinului Dragonului, ordin ce avea scop de a crea o uniune solidară a creștinilor din Europa împotriva musulmanilor.